# Апокринові залози
Апокринові залози — це екзокринні залози,  клітини яких у ході секреції накопичують матеріал на своїх апікальних кінцях. Виділення секрету відбувається з частковим руйнуванням апікальної поверхні гландулоцитів (назва терміна походить від грец. ápex — верхівка та грец. kríno — виділяю). Цей матеріал потім відходить від клітин, утворюючи позаклітинні везикули. Тому секреторні клітини втрачають частину своєї цитоплазми в процесі секреції.
Прикладом справжніх апокринових залоз є молочні залози, відповідальні за секрецію грудного молока.  Апокринові залози також знаходяться в аногенітальній області та пахвових западинах. 

Апокринова секреція менш шкідлива для залози, ніж голокринова секреція (яка руйнує клітину), але більш шкідлива, ніж мерокринова секреція (екзоцитоз).

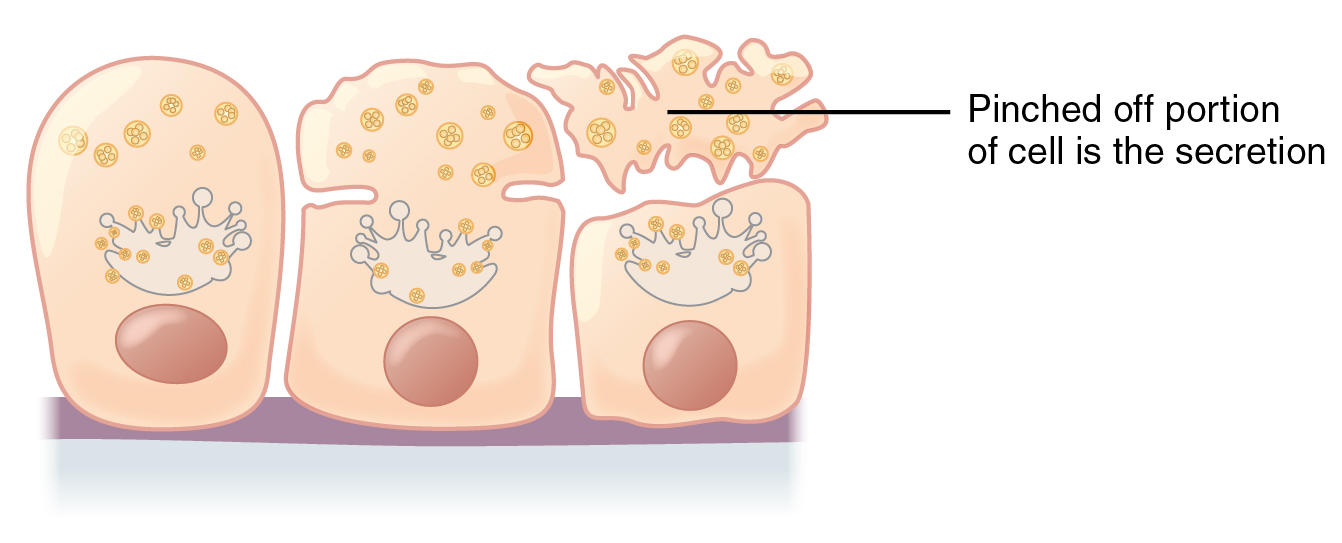
Апокринна секреція
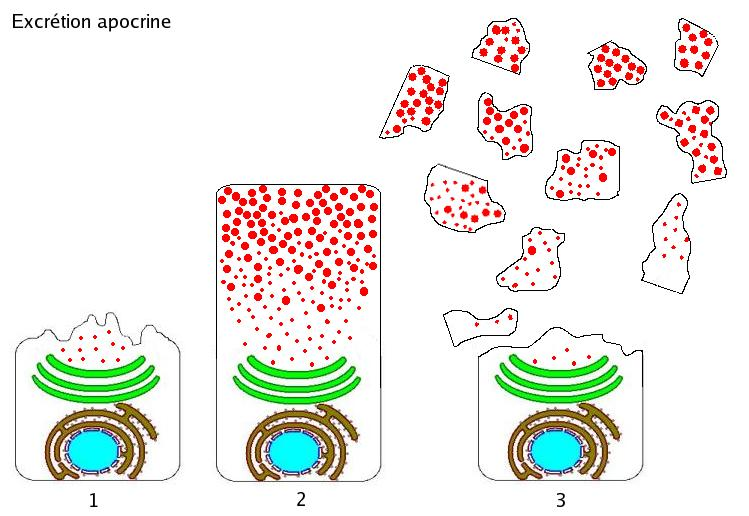
Апокринова залоза
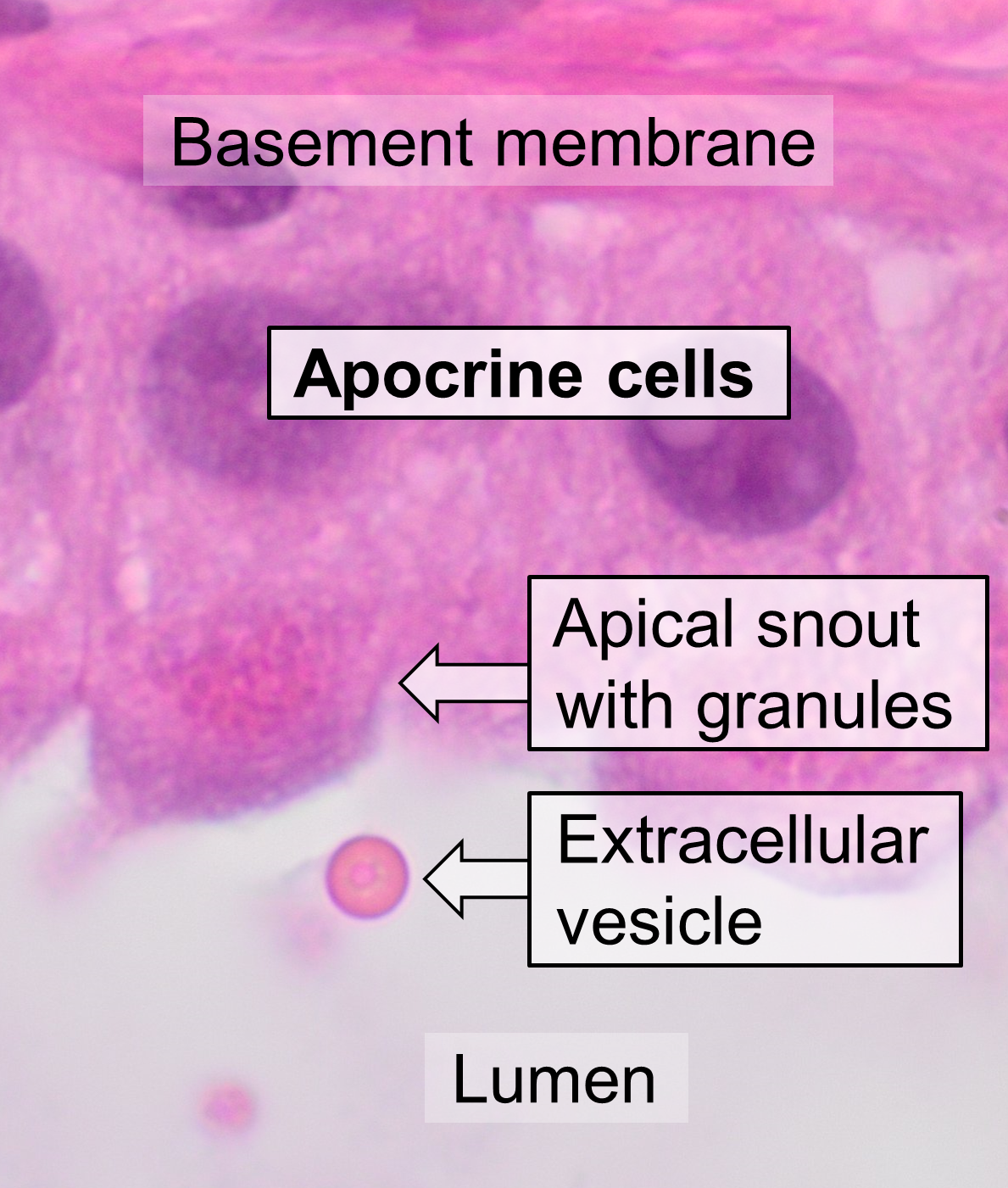
Гістологія апокринних клітин, фарбування гематоксиліном-еозином

## Зовнішні посилання
- Діаграма на uwa.edu.au